# Zatch Bell!
Zatch Bell!, também conhecido no Japão como Konjiki no Gash!! (金色のガッシュ!!, Konjiki no Gasshu!!, lit. Gash Dourado!!), é uma série de mangá shōnen escrita e ilustrada por Makoto Raiku. Foi publicado na revista Weekly Shōnen Sunday pela Shogakukan. A série segue Kiyo Takamine e seu parceiro Mamodo (魔物Monono) Zatch Bell, enquanto tentam vencer o torneio de batalhas Mamodo para fazer de Zatch o rei do mundo Mamodo.
O mangá foi mais tarde adaptado para uma série de televisão de 150 episódios de anime intitulada Golden Gash Bell!! (金色のガッシュベル!! Konjiki no Gasshu Beru!!) pela Toei Animation. Konjiki no Gash Bell estreou na Fuji TV em 6 de abril de 2003 e durou até 23 de março de 2006.
Além de uma grande variedade de produtos licenciados, a série também gerou uma série de videogames e dois filmes de animação, Konjiki no Gash Bell: 101 Banme no Mamono e Konjiki no Gash Bell!!: Attack of the Mechavulcan.
Zatch Bell! foi exibido no Brasil pelo canal pago Cartoon Network, e também na televisão aberta, pela Rede Globo. Outras emissoras também compraram os direitos de transmissão. A América TV do Peru comprou 52 episódios de Zatch Bell!. E a Televideo Services comprou a série para exibição na Guatemala, Nicarágua, Costa Rica, República Dominicana, Equador, Paraguai e Honduras.
Em Novembro de 2007, Zatch Bell começou a ser lançado oficialmente em DVD no Brasil pela empresa PlayArte. Lançando a versão editada estadunidense do anime, com dublagem em português e inglês. Foram lançados apenas 8 volumes em DVD. 
Em 2023, finalmente Gash Bell chegou oficialmente em Mangá pela nova editora MPEG. Trazendo a edição em formato Kazenban.

## Enredo
A cada mil anos, cem demônios (Mudado para mamodo na versão americana, para eufemizar) habitantes de um mundo paralelo chamado mundo demônios são enviados à Terra para batalharem uns contra os outros, a fim de que último que restar se torne o rei de seu mundo. Eles carregam consigo um livro, escrito com letras estranhas que, na verdade, são magias não reveladas que liberam um poder oculto do mamodo; quando despertadas, essas magias se tornam possíveis de serem lidas, e o humano guardião pode ativá-las. Com o tempo e enfrentando batalhas, mais magias vão sendo reveladas no livro e assim o mamodo fica mais forte. O poder dessas magias também dependem da vontade do mamodo e de seu guardião. Porém, se o livro for destruído por outro mamodo, ele retorna para o seu mundo e perde a chance de se tornar rei.
A história conta sobre Kiyomaro (Kiyo, na versão americana) Takamine, um jovem japonês de 14 anos, e seu demônio Gash (Zatch, na versão americana) Bell, que graças à Zeon (Zeno na versão americana) perdeu completamente a memória do seu mundo, e só sabe o próprio nome (isso acontece quando Gash ainda estava na Inglaterra, e ainda não tinha encontrado Kiyomaro). Juntos eles terão grandes aventuras, tentando descobrir mais sobre o passado de Gash e as batalhas.
Gash conhece Kiyomaro com uma promessa que tinha feito a seu pai de tornar-se um menino melhor e fazer mais amigos. No desenrolar da história, ele faz uma promessa a Koruru, uma mamodo que não queria estar na batalha mamodo (Koruru o pede para queimar seu livro durante uma batalha não intencional): Koruru diz a Gash que seria bom se não precisassem mais lutar e então ele compromete-se a ser um rei gentil. Com essa promessa vai conquistando muitos amigos, como Tio(Tia na versão americana), Kanchome e Umagon (Ponygon na versão americana), ao longo da batalha mamodo. Gash se torna mais forte fazendo com que seus inimigos se surpreendam cada vez mais (pois no mundo demônio Gash era conhecido por ser muito fraco e chorão). Gash e seu guardião Kiyomaro criaram um forte laço entre si, não só como parceiros de luta, mas como amigos, e Kiyomaro também decide ajudar Gash a torná-lo o vencedor da luta: o rei do mundo demônio.

## Mídias

### Mangá
Escrito e desenhado por Makoto Raiku, Konjiki no Gash! estreou na revista Shogakukan's Weekly Shōnen Sunday em Janeiro de 2001. Em Dezembro de 2005, a série foi colocada em hiato devido a um ferimento na mão do autor. Por mais dois anos, a série retomou sua publicação na edição nº 11 do Weekly Shonen Sunday em Fevereiro de 2006, encerrando as mesmas em 26 de Dezembro de 2008 com 323 capítulos. O mangá abrangeu um total de 323 capítulos individuais, que foram compilados em 33 tankōbon.
A série foi licenciada para um lançamento em inglês pela Viz Media. O primeiro volume da série foi lançado em 2 de Agosto de 2005, no entanto, esta descontinuou a série, tendo lançado 25 de 33 volumes da serialização regular até 9 de junho de 2009, possivelmente consequência dos desentendimentos judiciais entre o autor da série e a editora original japonesa. Ocorreu que após o término da série, durante a devolução do material original ao autor pela editora, este deu falta de algumas artes coloridas que aparentemente foram "perdidas" pela empresa (No Japão é comum que os autores mantenham integralmente os direitos autorais sobre suas obras e as editoras possuam apenas uma licença para publicação e distribuição). Em março de 2011, Makoto Raiku lançou um capítulo one-shot de Konjiki no Gash!! para promover o relançamento do mangá em um novo formato Bunkōban ("Edição de Bolso") pela editora Kodansha , após os desentendimentos com a editora original. Entre 2019 e 2020 lançou a Edição Kanzenban ("Edição Definitiva") pela Kraken Comics/ Birgdin Board Co., sua própria companhia.
Especula-se que uma das causas para a relativamente pouca fama de Gash Bell! no ocidente se dê pelo entrave judicial do autor da série e contra a editora original, prejudicando também sua distribuição. No ocidente a serialização original foi interrompida precocemente em vários países e somente com o lançamento da edição definitiva pela própria companhia do autor é que voltou a existir a possibilidade do lançamento completo da série neste lado do mundo. Atualmente três países ocidentais vêm lançando a edição definitiva da própria companhia do autor: a França através da Editora MEIAN desde 2023, a Espanha através da Kitsune Books desde 2022, e a MPEG Editora desde 2023 no Brasil. A Viz Media clama possuir os direitos de publicação da série, apesar de serem os arranjados juntos à Shogakukan na época.

### Anime
O  Konjiki no Gash Bell! produzido pela Toei Animation, dirigido por Tetsuki Nakamura e Yukio Kaizawa, começou a ser exibido em 4 de abril de 2004 na Fuji TV. Essa adaptação chegou ao fim em 25 de março de 2007, ao atingir 150 episódios, não exibindo todas as batalhas que ocorreram entre mamodos no mangá. Além do anime, existem dois longas-metragens.

### Filmes
A série gerou dois filmes. O primeiro, chamado "Gekijou Ban Konjiki no Gash Bell!! 101 Banme no Mamono" (劇場版 金色のガッシュベル！！ 「１０１番目の魔物」, lit. "Movie Golden Gash Bell!! Unlisted demon #101"), foi lançado nos cinemas japoneses em 7 de Agosto de 2004 e lançado em DVD em 15 de Dezembro de 2004. O filme conta a história de um mamodo chamado Wiseman, que rouba um misterioso livro de feitiços brancos para participar das batalhas de Mamodo para, assim, tornar-se o Rei Mamodo. Percebendo as más intenções de Wiseman, caso este se tornasse rei, Kiyo, Zatch e seus companheiros começam sua batalha contra Wiseman.
O segundo filme, "Gekijou Ban Konjiki no Gash Bell!! Mecabarukan no raishuu" (劇場版 金色のガッシュベル！！ 「メカバルカンの来襲」, lit. "Movie Golden Gash Bell!! Attack of the Mechavulcan"), foi lançado nos cinemas japoneses em 6 de Agosto de 2005 e em DVD em 2 de Janeiro de 2006. O filme conta a história do Dr. M2 que viaja do mundo mamodo no futuro para o mundo humano com seu exército mecanizado de Vulcan 300.